# 福嶋健一郎
福嶋 健一郎（ふくしま けんいちろう、1966年4月22日 - ）は、日本の政治家。元衆議院議員（1期）。熊本県熊本市出身。

## 略歴
八代市立代陽小学校、久留米大学附設中学校・高等学校を経て、慶應義塾大学経済学部卒業。1991年に富士銀行（現：みずほ銀行）に入行。みずほコーポレート銀行審査第一部調査役、営業第十五部上席部長代理、同部次長を経て2007年に業務監査部参事役を最後に退職。
2009年の第45回衆議院議員総選挙熊本2区に民主党公認で出馬。社会民主党、国民新党の推薦を受け、104,876票を獲得し自由民主党副幹事長の林田彪を破り初当選した。
2010年2月16日、衆議院本会議において、政権交代後初めての通常国会での新人を含めた民主党議員で初の登壇質疑に選ばれ国税関連法案について質疑を行う。
2010年11月に民主党1回生有志と政策集団北辰会を結成、事務局（広報担当）メンバーとなる。
2011年5月26日、民主党熊本県連代表代行を辞任し、同年6月19日、常任顧問に就任。
2012年の消費増税をめぐる政局では、野田内閣による消費増税法案の閣議決定に抗議して党広報副委員長の辞表を提出し、4月23日の党役員会で受理された。6月26日の衆議院本会議で行われた消費増税法案の採決では、党の賛成方針に反して反対票を投じた。7月2日には山岡賢次らを介して離党届が提出された。民主党は7月3日の常任幹事会で離党届を受理せず除籍処分とする方針を決定し、7月9日の常任幹事会で正式決定した。
同年7月11日、国民の生活が第一結党に参加した。同年12月16日の第46回衆議院議員総選挙に日本未来の党公認で熊本2区から出馬するも、4位で落選。落選後、1月18日を以って熊本2区における政治活動を休止。
2013年5月から2015年1月まで東京ヴェルディ1969の運営会社である東京ヴェルディ1969フットボールクラブ株式会社に在籍し、企画室長、育成・普及事業部長、経営企画部長を歴任し退団。
2015年2月からは株式会社クロスランゲージにおいて取締役営業本部長、同年8月取締役副社長を経て同年12月4日に代表取締役社長に就任。
2019年4月末日付で同社取締役退任、同年5月1日付で同社顧問に就任（同年10月末日まで）。
2020年6月24日、トレイダーズホールディングス株式会社社外監査役に就任。
2022年6月28日、トレイダーズホールディングス株式会社常務取締役に就任。
2023年6月27日、トレイダーズホールディングス株式会社常務取締役を退任。